# Cantó de Sant Ponç de Tomièiras

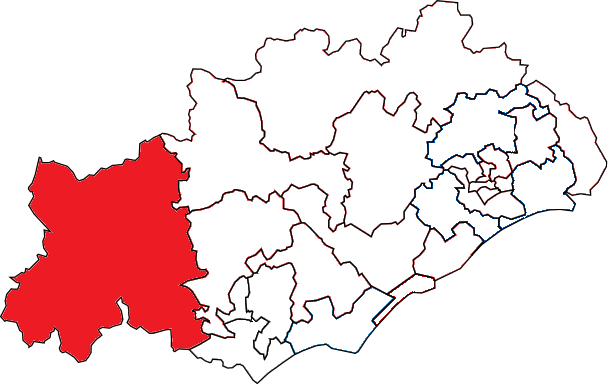
El cantó de Sant Ponç de Tomièiras a l'Erau

El cantó de Saint-Pons-de-Thomières és un cantó francès del departament de l'Erau, a la regió d'Occitània. Forma part del districte de Besiers, té 59 municipis i el cap cantonal és Sant Ponç de Tomièiras.

## Municipis
- Agèl
- Anha
- Aigasvivas
- Asilhanet
- Assinhan
- Babau e Boldors
- Baufòrt
- Berlon
- Boisset
- Casa d'Arnas
- Castanet lo Naut
- La Cauneta
- Cebasan
- Cecenon
- Cornhon
- Cranta
- Creissa
- Crusi
- Felina de Menerbés
- Ferrals de las Montanhas
- Ferrièiras de Possaron
- Fraisse d'Agot
- La Livinièra
- Lonzac
- Lo Mas de la Glèisa
- Menèrba
- Mònts
- Montelhs
- Montolièrs
- Olargues
- Opian
- Pardalhan
- Pèirarua
- Pòlhas
- Pradas de Vernasòbre
- Prumian
- Puègserguièr
- Riu-sec
- Riòls
- Ròcabrun
- Sanch-Inhan
- La Salvetat
- Sant Joan de Menerbés
- Sant Julian
- Sant Martin de l'Arçon
- Sant Ponç de Tomièiras
- Sant Vincenç
- Sesseraç
- Siran
- Lo Solièr
- Velius
- Las Veirièiras de Moçan
- Vilespassens
- Viuça